# Белл, Томас
Томас Белл (англ. Thomas Bell; 11 октября 1792, Пул (Англия) — 13 марта 1880, Селборн, Ист-Гэмпшир) — британский зоолог, хирург и прозаик. Член Лондонского королевского общества.

## Биография
Двоюродный брат Филипа Генри Госсе. С детства увлекался естественной историей.
С 1813 года изучал стоматологию в Лондоне. Около 1819 года Белл начал использовать в своей практике амальгамные пломбы.
В 1815 году Белл стал членом Лондонского Линнеевского общества, в 1817 году — членом Геологического общества Лондона.
В 1824 году вместе с Джоном Джорджем Чилдреном, Джеймсом Де Карлом Сауэрби и Джорджем Бреттингэмом Соверби I зоологический научный журнал Zoological Journal (до 1835 года вышло 5 томов).
Позже совмещал две карьеры, с 1836 года был профессором зоологии в Королевском колледже Лондона и читал лекции по сравнительной анатомии в лондонской больнице Гая.
С 1828 года член, секретарь и дважды вице-президент (1853—1854 и 1858—1860) Лондонского королевского общества.
В 1844 году стал членом Королевской коллегии хирургов Англии. В 1853—1861 годах был президентом Лондонского Линнеевского общества. Член Германской академии естествоиспытателей «Леопольдина». Член — корреспондент Академии естественных наук Филадельфии, Бостонского общества естественной истории, Société d’Histoire de Naturelle (Париж), член Венгерской академии наук.

## Научная деятельность
После возвращения из кругосветного путешествия Чарльза Дарвина в Лондон в декабре 1836 года, Белл в скором времени решил описать привезенные образцы рептилий. Ему также доверили образцы ракообразных, собранные во время экспедиции.
Т. Белл был авторитетом в этой области; его книга «British Stalke-eyed Crustacea» занимала видное место в изучении ракообразных. Он сыграл значительную роль в создании теории Дарвина о естественном отборе в марте 1837 года, когда подтвердил, что гигантские галапагосские черепахи были эндемиками Галапагосов, а не привозились пиратами для еды, как думал Дарвин. Т. Белл поддержал усилия по публикации «Zoology of the Voyage of H.M.S. Beagle» (1832—1836).
Автор описания новых видов рептилий, таких, как африканский шипохвост, шарнирные черепахи (Cuora trifasciata) и галапагосская морская игуана (Amblyrhynchus cristatus).
Для указания авторства описанных им таксонов сопровождают обозначением «Bell».
Его именем названо нескольких видов и подвидов рептилий
- Chrysemys picta belli, подвид черепахи
- Gonocephalus bellii, вид ящерицы
- Kinixys belliana, вид черепахи
- Leiolepis belliana, вид ящерицы
- Leiosaurus bellii, вид ящерицы
- Liolaemus bellii, вид ящерицы
- Myuchelys bellii, вид черепахи
- Plestiodon lynxe bellii, подвид ящерицы

Описанные Беллом таксоны весьма многочисленны, среди них:
- Geochelone pardalis
- Leptophis, род змей семейства ужеобразных